# Espejo (kommunhuvudort)
Espejo är en kommunhuvudort i Spanien.   Den ligger i provinsen Province of Córdoba och regionen Andalusien, i den södra delen av landet, 300 km söder om huvudstaden Madrid. Espejo ligger 397 meter över havet och antalet invånare är 3 796.
Terrängen runt Espejo är platt åt nordväst, men åt sydost är den kuperad. Espejo ligger uppe på en höjd. Runt Espejo är det ganska tätbefolkat, med 65 invånare per kvadratkilometer. Närmaste större samhälle är Montilla, 12,8 km sydväst om Espejo. Trakten runt Espejo består till största delen av jordbruksmark.